# Dwergstruik

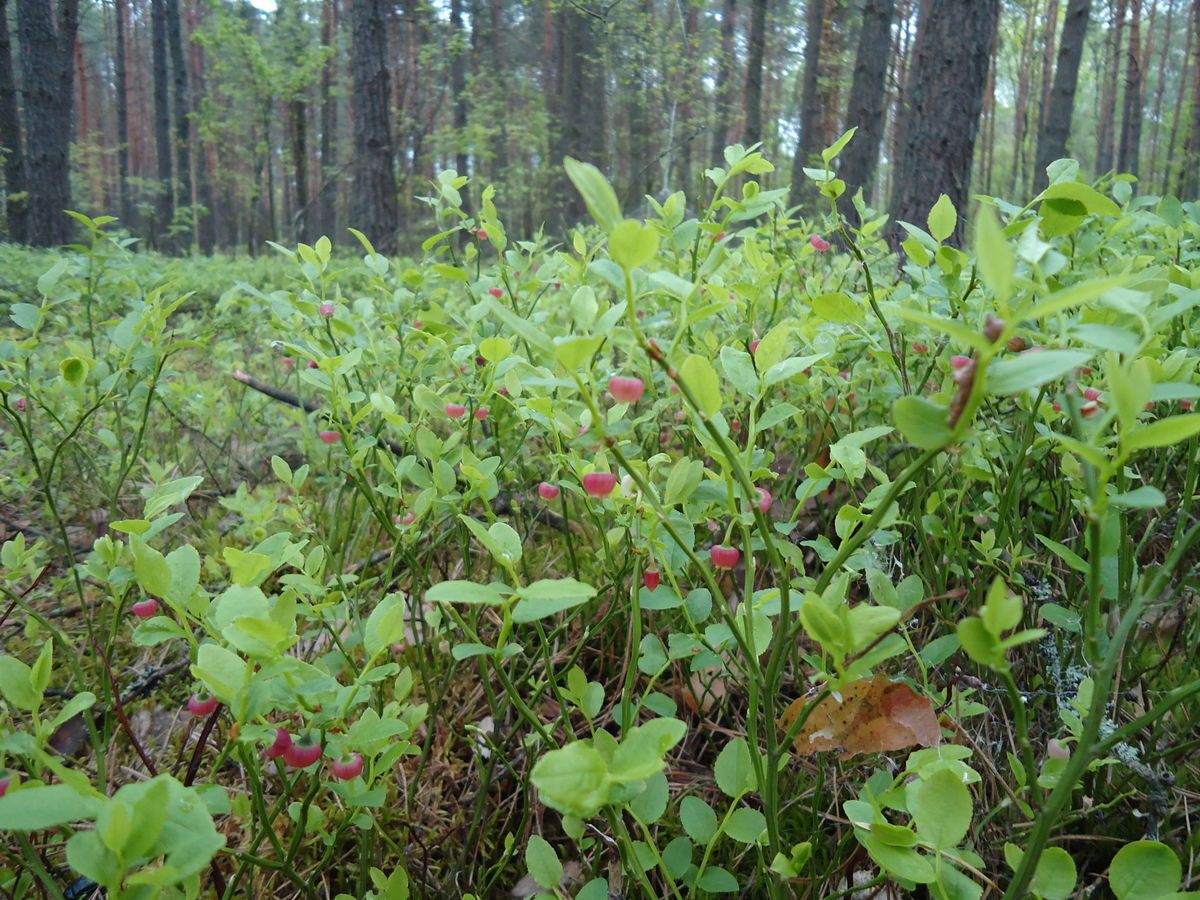
Blauwe bosbes (Vaccinium myrtillus), een voorbeeld van een dwergstruik.

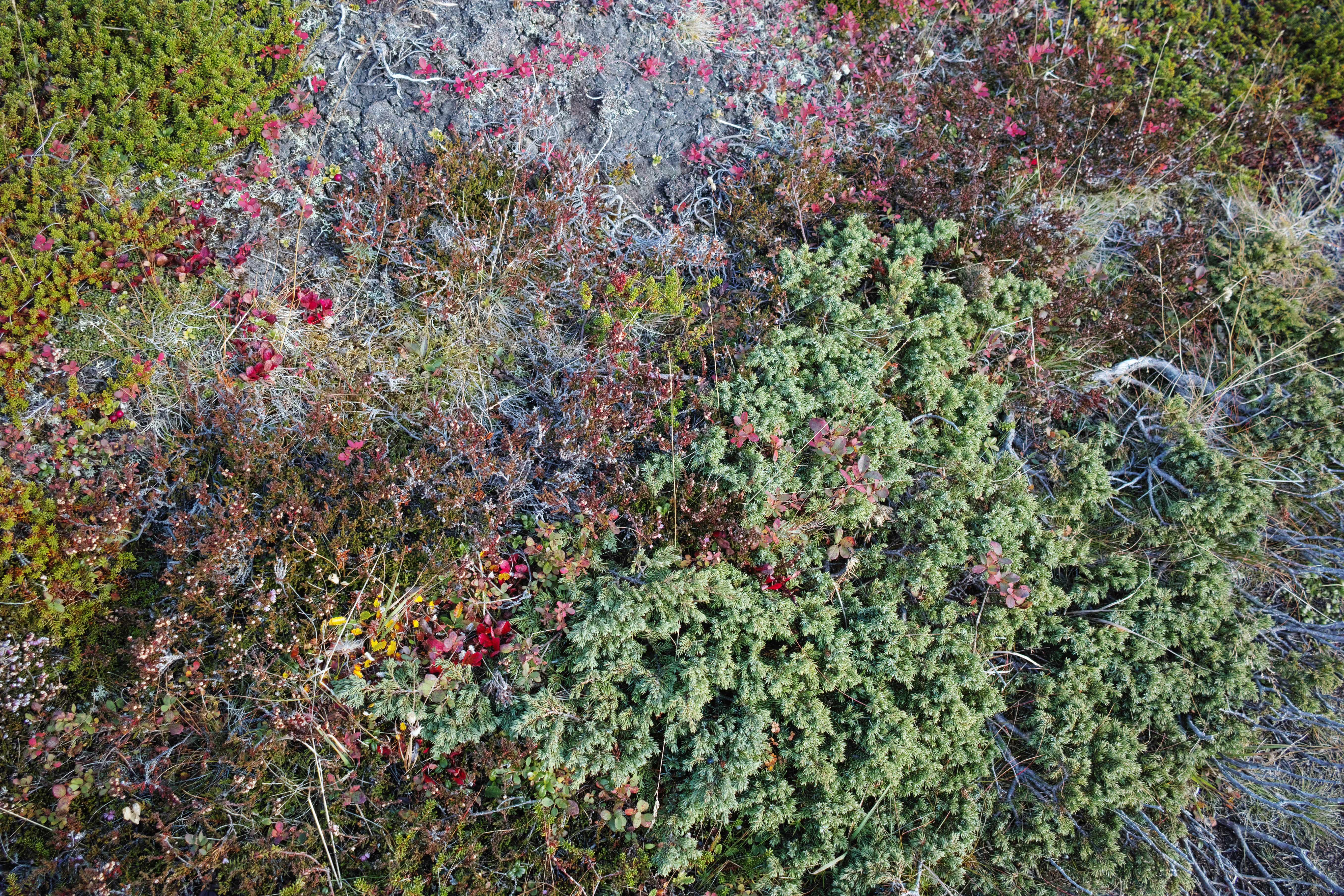
Close-up van een dwergstruweel met zes soorten dwergstruiken.

Een dwergstruik of dwergheester (Latijn: suffrutex) is een laagblijvende, direct vanaf de voet vertakte houtige plant. Ze worden niet hoger dan ongeveer 50 cm en vormen geen stam. Dwergstruiken worden tot de chamefyten gerekend. Voorbeelden van geslachten die worden vertegenwoordigd door dwergstruiken zijn dophei (Erica), lavendel (Lavandula), struikhei (Calluna), kraaihei (Empetrum) en linnaeusklokje (Linnaea).
Het verschil tussen een dwergstruik en een 'gewone' struik is echter niet scherp gedefinieerd. Binnen de plantensystematiek hangt de onderscheiding van dwergstruiken geenszins samen met taxonomische opvattingen. Voorts kunnen soorten die doorgaans voorkomen als dwergstruik in bovenmaatse gevallen toch soms ruim boven een hoogte van 50 cm komen.

## Vegetatiekunde

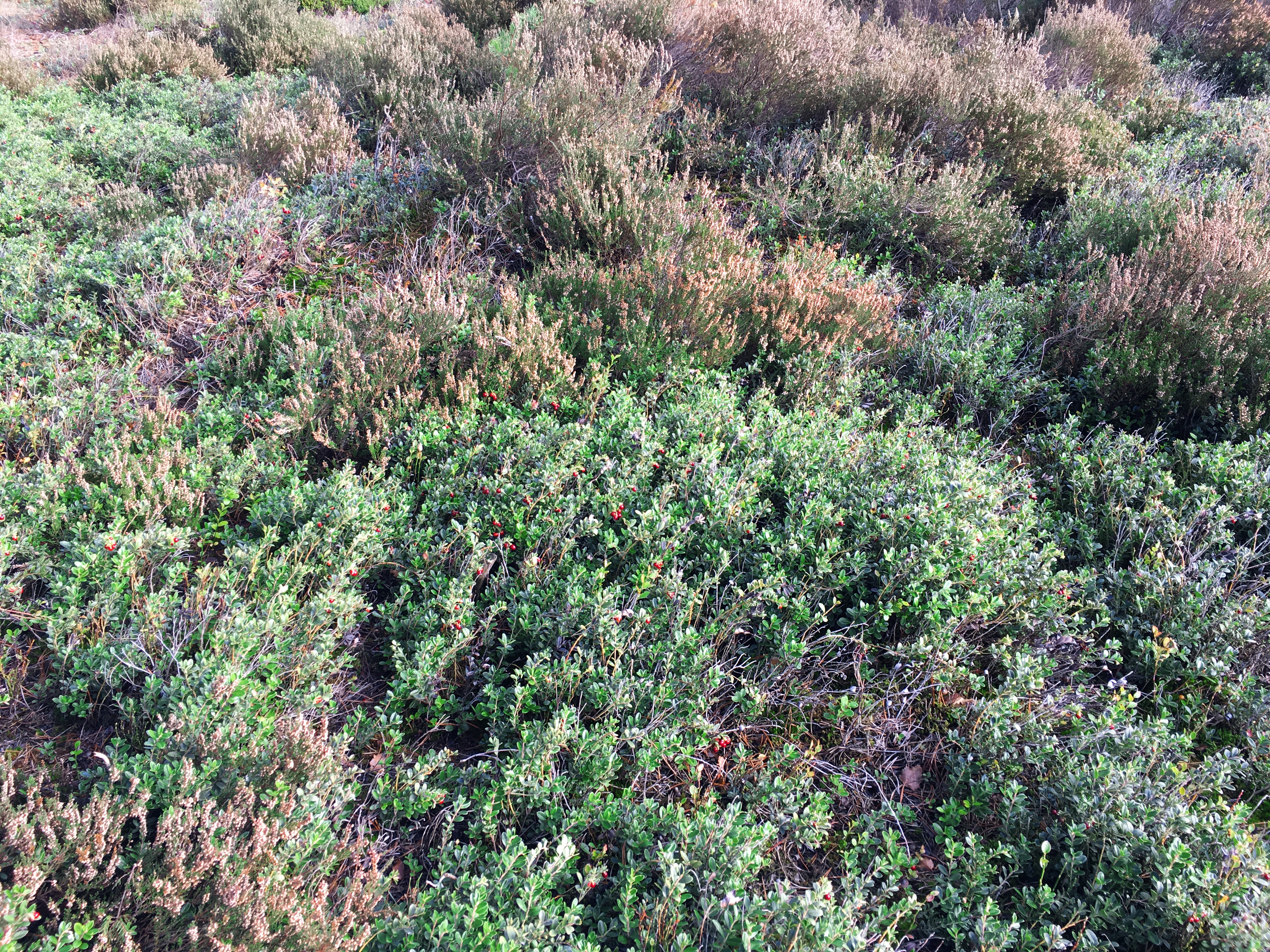
Dwergstruweel van de associatie van struikhei en bosbes; deze vegetatie wordt gedomineerd door drie dwergstruiksoorten (struikhei, rode bosbes en blauwe bosbes).

Omdat dwergstruiken meestal niet hoger worden dan de eventueel aanwezige omringende kruiden, worden ze tot de kruidlaag van een vegetatie gerekend (en dus niet tot de struiklaag). Wanneer dwergstruiken de symmorfologie van een vegetatie bepalen, vormen zij een formatie die men een dwergstruweel noemt.

## Fotogalerij

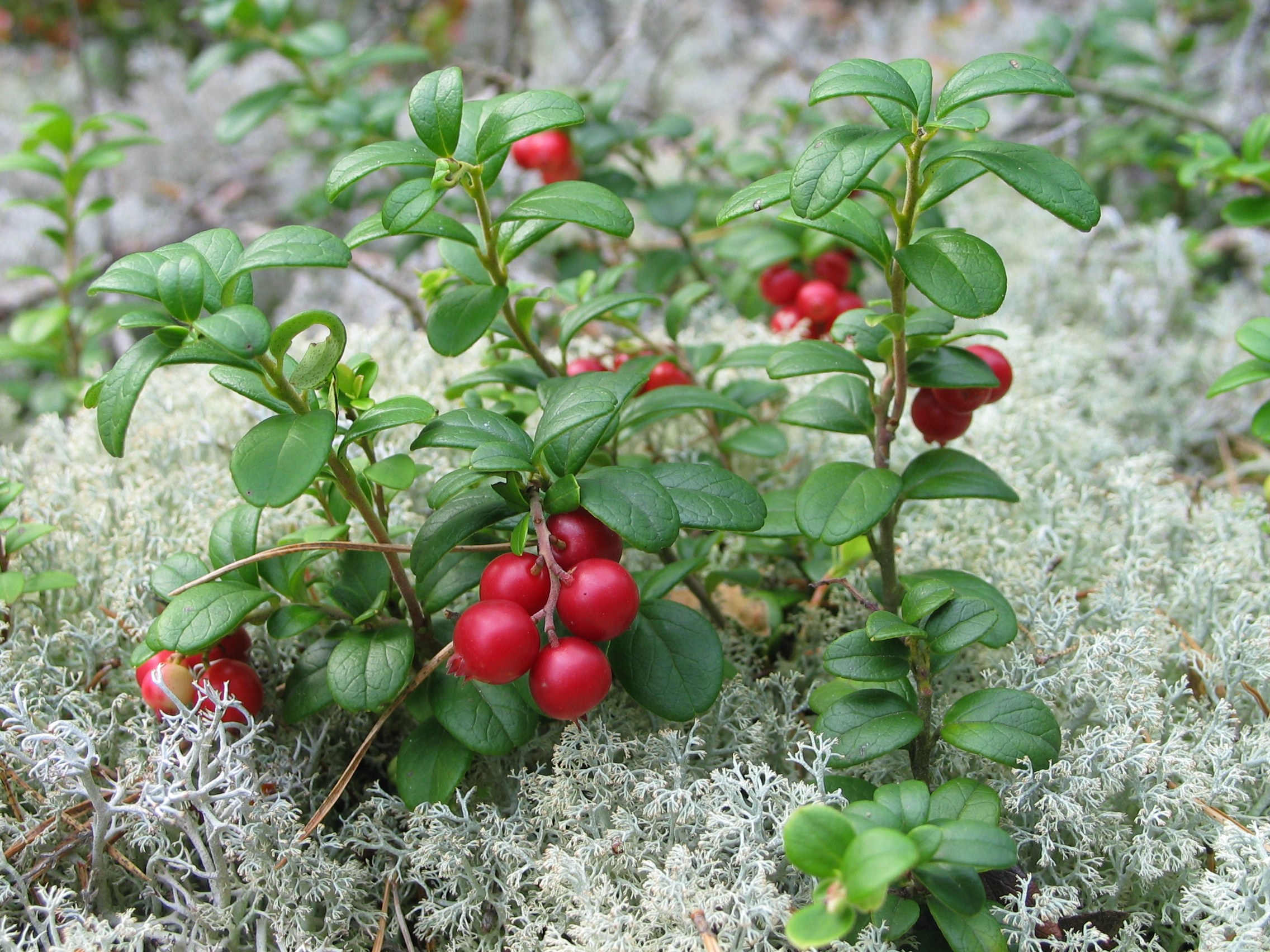
Rode bosbes (Vaccinium vitis-idaea)
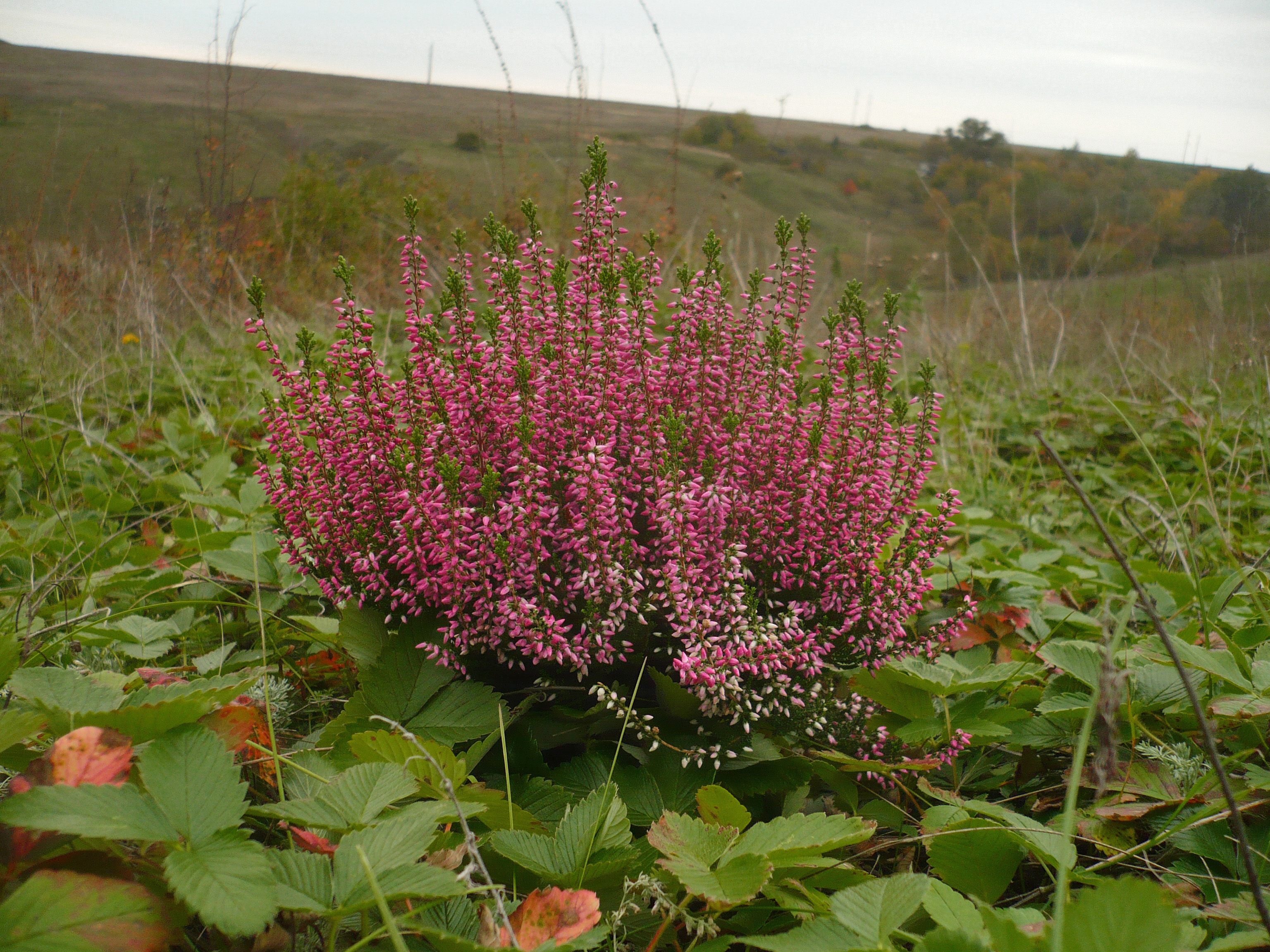
Struikhei (Calluna vulgaris)
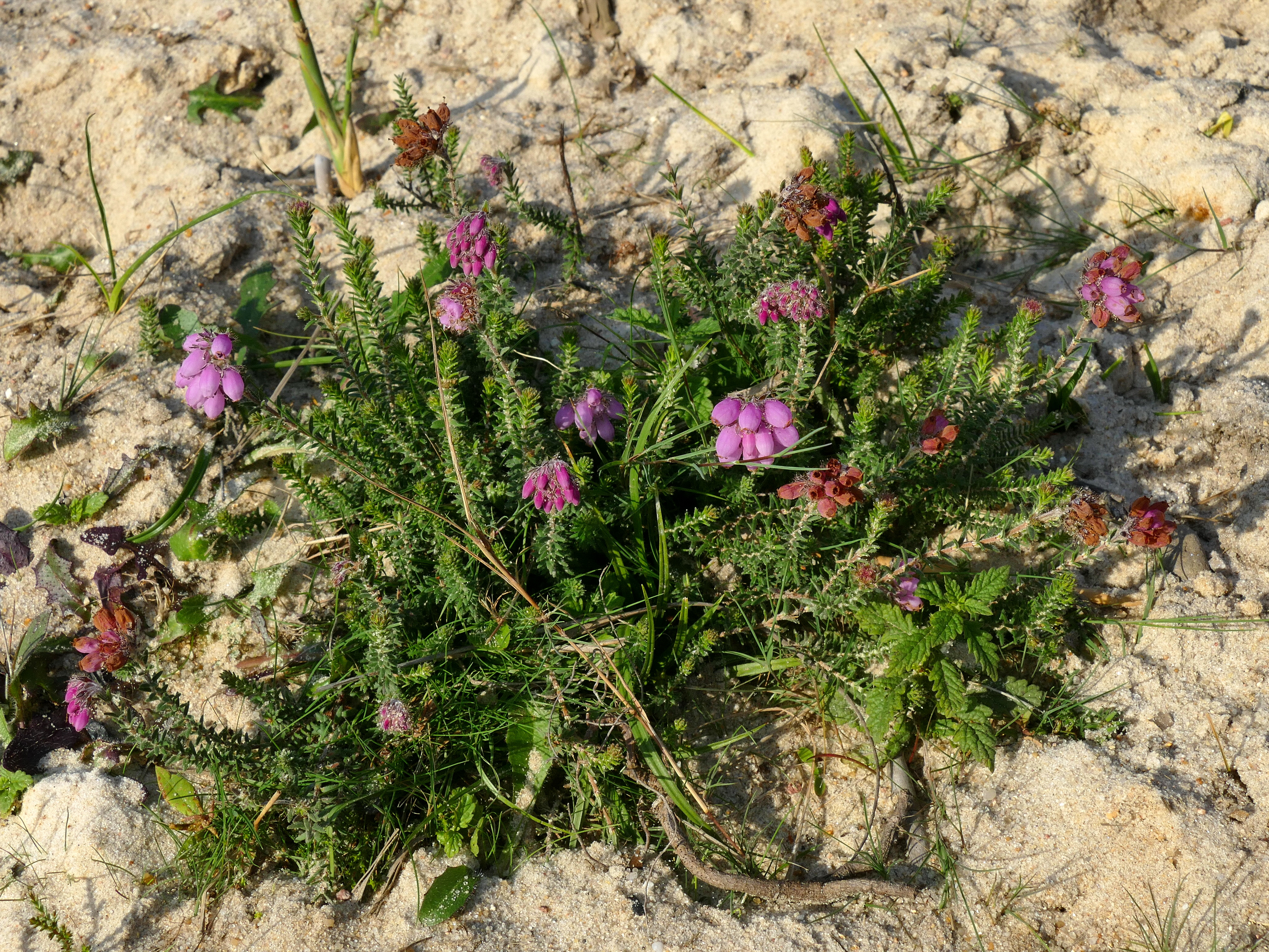
Gewone dophei (Erica tetralix)
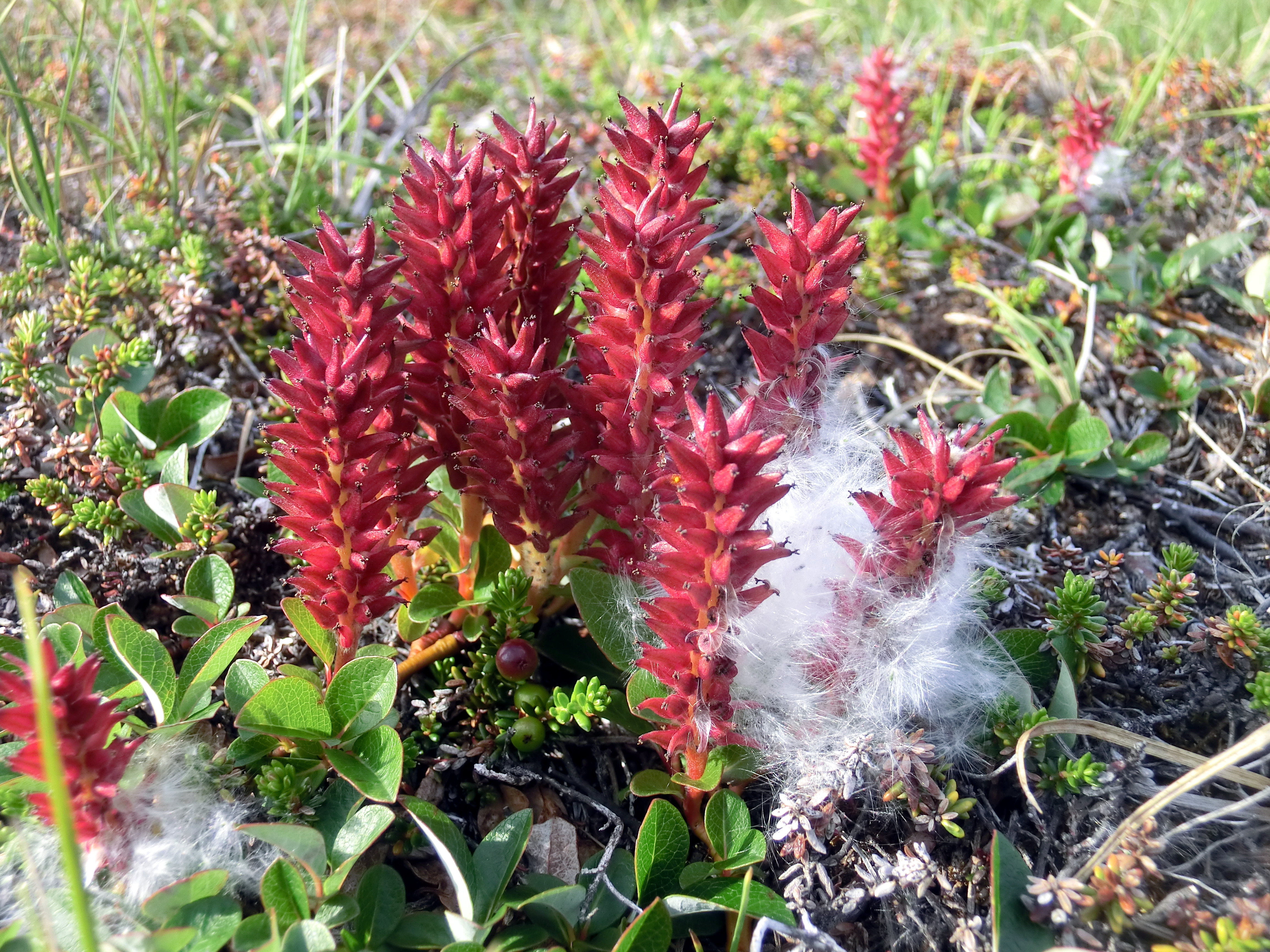
Poolwilg (Salix polaris)
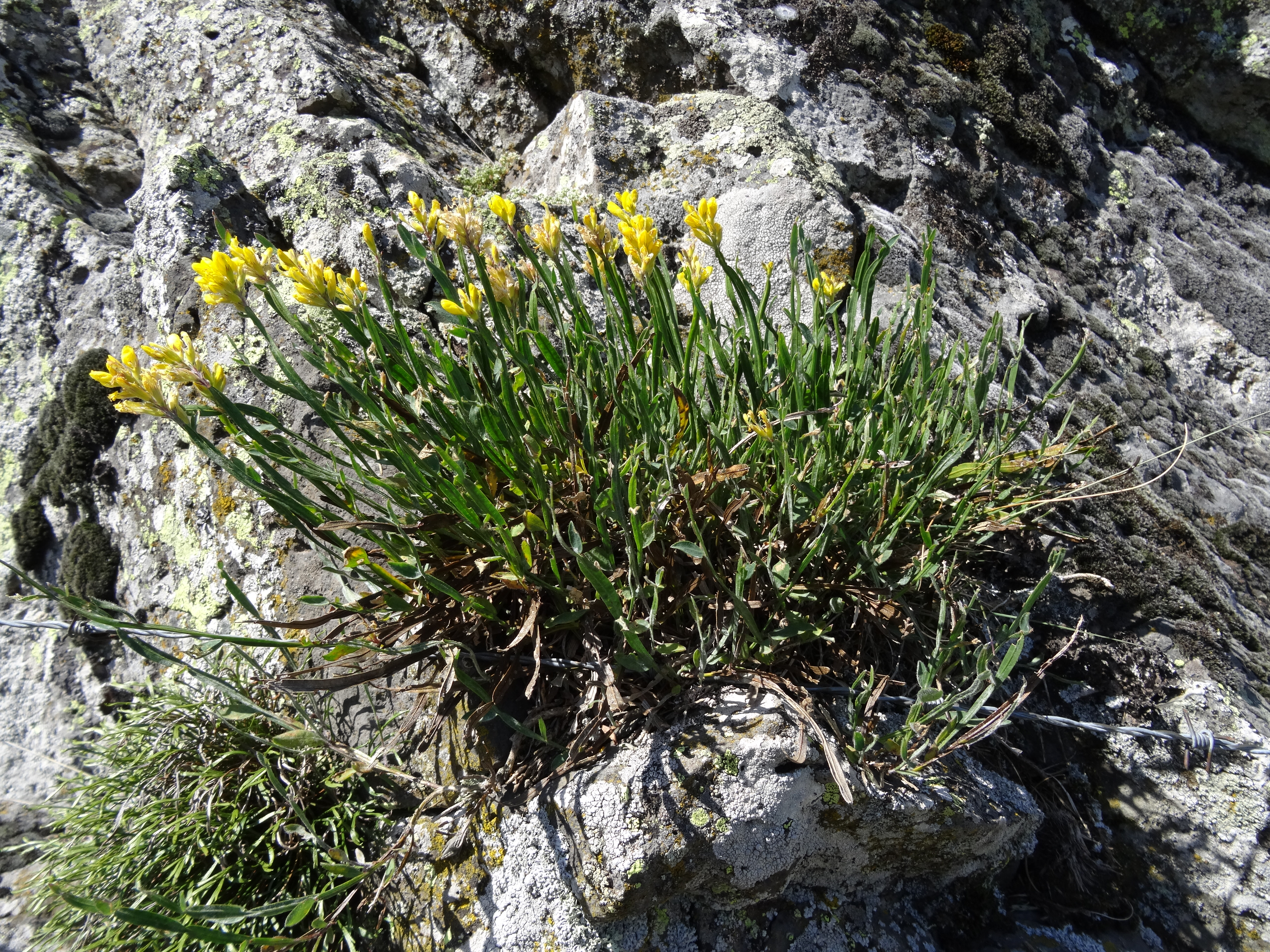
Pijlbrem (Genista sagittalis)
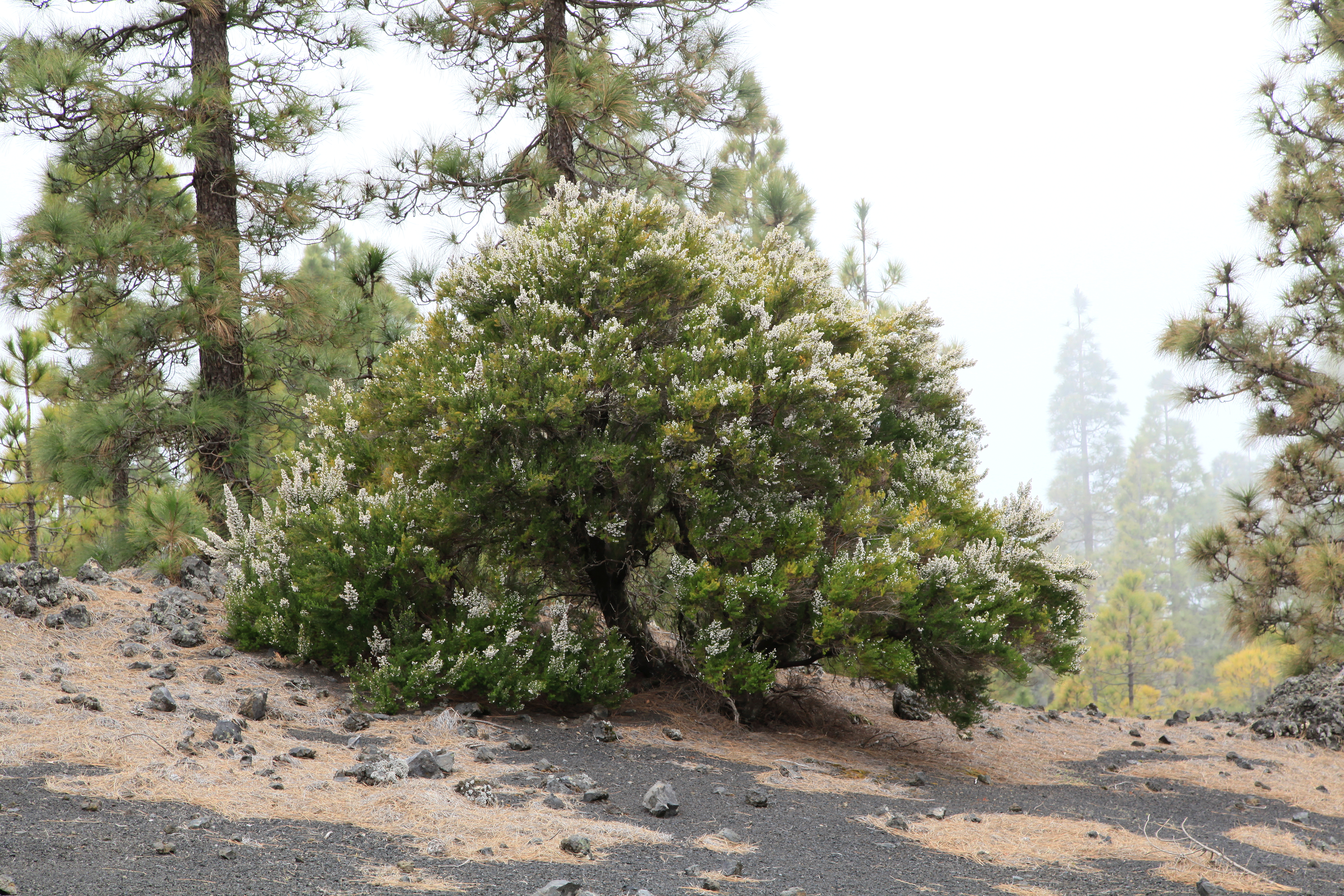
Boomvormige Erica arborea